# Haligena
Haligena — рід грибів родини Halosphaeriaceae. Включає єдиний вид Haligena elaterophora. Назва вперше опублікована 1961 року.